# Crkva Prečistog Srca Marijina u Bijeljini
Crkva Prečistog Srca Marijina katolička je župna crkva u Bijeljini, između 
ulica Vojvode Stepe i Braće Gavrića.

## Povijest
Godine 1885. odvojena je Bijeljina od župe Brčko i stvoreni su preduvjeti za izgradnju bijeljinske župne crkve. Bijeljinska župa je najistočnija župa Vrhbosanske nadbiskupije. Projektirao ju je ugledni projektan Josip Vancaš 1885. godine, temeljni kamen postavljen 9. kolovoza 1886., a crkva svečano blagoslovljena u lipnju 1887. godine. Vancaš je morao smanjivati projekt za ovu crkvu i izraditi novi, zbog financijskih ograničenja. U novom projektu zvonik je postavljen bočno, vezan za podužu južnu fasadu, a ne uobičajeno. U današnjem obliku dovršen je tek ljeta 1913. godine. Prvi su župnici bili franjevci, a s prijelaza 19. u 20. stoljeće u župi pastoralno djeluju dijecezanski svećenici.
Sazidana crkva više je puta obnavljana. Prvi patron župe bio je sv. Stjepan kralj. Sv. Stjepan Ugarski izabran je za patrona jer su Mađari počeli izgradnju ove crkve. 
Od 1937. crkva je imala pjevački zbor Sv. Cecilija.
Od 8. prosinca 1952. zaštitnik je Neokaljano Srce Blažene Djevice Marije, danas Prečisto Srce Marijino. Zaštitnik župe se slavi kad i Blažena Djevica Marija Kraljica: 22. kolovoza. Odlaskom Mađara nestala je praktično i potreba za tim svecem, a ljudima je bliža Majka Božja Bogorodica te je izabrano Prečisto Srce Marijino. Crkva je u tim vremenima bila povlašteno hodočasničko mjesto Gospi.
Nakon okupacije mjesta 1992. od srpskih snaga župnik je prognan, a crkva i župna kuća opljačkane i oštećene, a mjesni Hrvati katolici protjerani. U župnoj kući Srbi su otvorili školu pod nazivom "Vuk Karadžić". Od prijeratnih preko osamsto župljana, danas ih je ostalo jedva preko sto.
Nekada je bilo nezgodno biti katolik u Bijeljini, a 2010-ih odnosi su postali već korektni.
Godine 2011. u bijeljinskoj crkvi bile su izložene relikvije sv. Leopolda Mandića, najveće izvan Padove, nesebično su iz Maglaja posuđene bijeljinskoj župi povodom slavlja 125. obljetnice župe u Bijeljini. Donio ih je župnik i čuvar svetišta sv. Leopolda Mandića iz Maglaja don Jakov Filipović. Župnik Marijan Brkić organizirao je trodnevno slavlje. Prisutni su bili i imam Islamske zajednice Samir ef. Camić u Bijeljini te episkop zvorničko-tuzlanski Vasilije Kačavenda. Popisom stanovništva u BiH broj malobrojnih Hrvata u Bijeljini povećao se za 4 posto.
Na sjednici Komisije za očuvanje nacionalnih spomenika održanoj od 4. do 6. studenoga 2015. godine proglašena je graditeljska cjelina – Crkva Prečistoga srca Marijina i župni ured u Bijeljini za spomenikom kulture BiH.
Tek nakon dugih molba započeta je listopada 2016. obnova crkve, pa se više ne vide tragovi metaka iz rata. Obnovu su najviše poduprli Caritas Vrhbosanske nadbiskupije na čelu s ravnateljem vlč. dr. Mirkom Šimićem, te istaknuta vjernica iz Zavidovića gđa Krunica Žličarić sa župnikom vlč. Mirom Bešlićem. Početak obnove započeo je zahvaljujući pomoći svećenika iz dekanata te vlč. Vinka Radića, vlč. Šime Maršića, vlč. Pere Pranjića te pomoći njemačke crkvene organizacije „Kirche in Not“ (Crkva u nevolji). Grad Bijeljina dao je tek simboličnu potporu. Završetak renoviranja još nije izvjestan, jer molbama župnika Marka Zubaka i župljana na entitetska i državna ministarstva, te Hrvatskoj vladi, još nisu stigli potvrdni odgovori. Prvo je 2015. obnovljen župni dom, zatim u prvoj fazi obnove crkve obnovljen je zvonik. Postavljeni su novi satovi, jer se stari nisu mogli napraviti. Srpska pravoslavna crkva darovala je župi ikonu lik Gospe Kazanske.
Crkva uživa ugled i kod vjernika drugih vjera, pa ju posjećuju pravoslavni i vjernici.

## Crkveni inventar
Lijevo od ulaznih vrata je špilja Nazaret. Poredani su likovi Isusa, Marije i Josipa te dar pravoslavnih monara, lik Gospe Kazanske. Akademski slikar Stjepan Tonković restaurirao je središnju oltarnu sliku, repliku Da Vincijeve Posljednje večere. Oltarnu apsidu krasi slika Presvetog Trojstva i Krunjenja Blažene Djevice Marije za kraljicu neba i zemlje. Oltarna figura od bijele lipe Presvetog Srca Marijina pripada stilskom razdoblju kasne gotike na prijelazu u barok. Središnji brod resi slika Presvetog oltarskog sakramenta kojemu anđeli i ljudi iskazuju poklonstvo. Slika Uzašašća Isusova na nebo krasi strop crkve, a prema kraju je lik sv. Cecilije. 
Vjernici su u dnu crkve ugradili zahvalne pločice Gospi za sva uslišanja.

## Vanjske poveznice
- KTA Proslava patrona i 130. obljetnica župe Prečistog Srca Marijina u Bijeljini, Bijeljina, 22. kolovoz 2015.
- (srp.) Bijeljina danas | Facebook Bijeljina danas - U župnoj crkvi Prečistog Srca Marijina u..., 25. prosinca 2015.